# Ilse Hollweg
Pour les articles homonymes, voir Hollweg.
Ilse Hollweg (23 février 1922 – 9 février 1990) est une soprano colorature allemande. Membre de l'opéra allemand sur le Rhin, elle est apparue sur les principales scènes d'opéra européennes ainsi que dans des festivals d'opéra tels que le festival de Bayreuth et le festival de Glyndebourne.

## Biographie
Née à Solingen, Ilse Hollweg étudie le chant à l'école supérieure de musique et de danse de Cologne avec Gertrude Förstel comme professeure. Dès 1939, elle chante la partie solo soprane dans un requiem allemand de Brahms.
Elle fait ses débuts en 1943 au Théâtre national de la Sarre en tant que Blonde dans l'Enlèvement au sérail de Mozart. En 1946 elle devient première soprano colorature au Deutsche Oper am Rhein dont elle reste membre jusque 1970. En 1951, elle y prend part à la première de l'opéra Troilus und Cressida de Winfried Zillig.
En 1950 elle joue le rôle de Konstanze dans l'enlèvement au sérail de Mozart au festival de Glyndebourne. La même année, elle interprète Zerbinetta dans Ariane à Naxos de Richard Strauss, qu'elle reprend en 1954. Elle apparaît aussi au festival de Salzbourg et à celui de Bayreuth où elle joue l'oiseau de la forêt dans Siegfried de Wagner et l'une des six filles-fleurs dans Parsifal du même compositeur.
Dans les récitals de lieder, elle se produit accompagnée du pianiste Sebastian Peschko (de). En 1964, elle participe à la première de Der goldene Bock d'Ernst Krenek à l'Opéra d'État de Hambourg. Elle joue sur les principales scènes d'opéra allemandes, à la Scala, à Covent Garden et à l'opéra d'état de Vienne entre autres.
Ilse Hollweg a enseigné le chant à l'école supérieure des arts et des sciences sociales (de). Elle est morte à Solingen.

## Enregistrements
En 1956, Hollweg enregistre l'Enlèvement au sérail avec l'Orchestre philharmonique royal sous la direction de Thomas Beecham, aux côtés de Lois Marshall (en) (Konstanze), Léopold Simoneau (Belmonte), Gerhard Unger (Pedrillo) et Gottlob Frick (Osmin). Unger et elle sont les deux seuls solistes à avoir interprété aussi les parties parlées.
C'est encore sous la conduite de Thomas Beecham et avec le même orchestre qu'elle interprète, en 1956 ou 57, la très connue chanson de Solveig tirée de Peer Gynt de Grieg, enregistrement listé parmi les essentiels de la musique classique,.
En 1965, elle a enregistré la cantate Il canto sospeso de Luigi Nono accompagnée par l'Orchestre royal du Concertgebouw sous la conduite de Pierre Boulez.

## Source
- (en) Cet article est partiellement ou en totalité issu de l’article de Wikipédia en anglais intitulé « Ilse Hollweg » (voir la liste des auteurs).